# Eleição para governador do Delaware em 2008
A eleição para governador do estados americano do Delaware em 2008 aconteceu em 4 de novembro de 2008, para eleger o governador e o vice-governador. A governadora Ruth Ann Minner tinha sido reeleita em 2006 não podia concorrer a reeleição para um então terceiro mandato.
Jack Markell candidato ao governo pelo partido democrata foi eleito em 4 de novembro de 2008, derrotando o candidato William Swain Lee do partido republicano. Markell venceu em todos os condados, veja os resultados por condado:
- No Condado de New Castle Jack Markell derrotou William Swain Lee, com 180.240 votos, 68%, contra 62.432 votos, 26%.[2]
- No Condado de Kent Markell também derrotou William Swain Lee, nos resultados finais Markell obteve 41.076 votos, 63%, contra 26.646, 37% dos votos válidos.[2]
- No Condado de Sussex Markell obteve 45.545 votos(53% dos votos válidos), contra 40.584 votos(47% dos votos válidos) de William Swain Lee.[2]

Na escolha do vice-governador o também democrata Matthew Denn foi eleito com mais de 60% dos votos.
Na disputa pela presidência Barack Obama obteve 61,94% dos votos, contra 36,94% de John McCain,  conquistando os 3 votos do colégio eleitoral que pertencem ao Delaware.
O então senador e candidato a vice-presidente pela chapa Obama, Joe Biden se reelegeu no senado com 64,68% dos votos.
Michael N. Catle foi reeleito representante at-large do Delaware com 61,07% dos votos.
A comissária geral do Delaware, Karen Weldin Stewart, foi reeleita com 56,94% dos votos.